# Haven van Londen
De haven van Londen (Port of London) ligt langs de oevers van de Theems van Londen tot aan de Noordzee. Per jaar wordt hier zo'n 50 miljoen ton aan goederen overgeslagen. 

## Activiteiten
De belangrijkste havengebieden bevinden zich anno 2019 in Barking, Dagenham en Erith (alle in Greater London), Purfleet, Thurrock, Tilbury, Coryton en Canvey Island (in Essex) en Dartford en Northfleet (in Kent).
De Londense haven omvat meer dan 70 terminals en havenfaciliteiten met ongeveer 40.000 arbeidsplaatsen. De grootste multi-purpose terminal is de Port of Tilbury in het oosten van het havengebied. De Port of Tilbury neemt ongeveer een derde van het totale overslag van de haven voor zijn rekening. De haven wordt grotendeels door de Port of London Authority (PLA) geleid, met het hoofdkantoor in London River House in Gravesend, Kent.
Per jaar wordt ongeveer 50 miljoen ton aan lading in de haven overgeslagen. In 1996 was hiervan nog ongeveer de helft brandstoffen, maar dit aandeel is fors gedaald. Deze daling werd gecompenseerd door de overige overslag waarvan containers een belangrijk onderdeel uitmaken. In 2018 deden bijna 11.000 schepen de haven aan. Verder onderhoudt de havenbeheerder nog een aantal passagiersdiensten over het water, er worden jaarlijks zo'n 10 miljoen passagiers naar diverse bestemmingen langs de Theems vervoerd.
In 2018 was Londen de op een na grootste havens in Groot-Brittannië qua tonnage (53,2 miljoen ton), na de haven van Grimsby & Immingham (57,3 miljoen), maar voor Southampton (33,9 miljoen). Londen is met name een importhaven, slechts een vijfde de overgeslagen goederen betreft export en de overgrote meerderheid komt dus via de haven het land binnen. In 2018 was container/trailers de grootste ladingstroom met een aandeel van 39%, gevolgd door olie (26%) en op de derde plaats bouwstoffen en cement (22%).

### Overslag gegevens
| Jaar | Totale overslag | Overslag brandstoffen | Overige overslag | Overslag containers (*1000 TEU) |
| ---- | --------------- | --------------------- | ---------------- | ------------------------------- |
| 1996 | 48,5            | 25,1                  | 23,4             | 1006                            |
| 2000 | 47,9            | 19,2                  | 28,7             | 1463                            |
| 2005 | 53,8            | 21,8                  | 32,0             | 1704                            |
| 2010 | 48,1            | 19,9                  | 28,2             | 1897                            |
| 2015 | 45,4            | 10,9                  | 34,5             | 2378                            |
| 2018 | 53,2            | 14,1                  | 39,1             | 2735                            |

## Geschiedenis

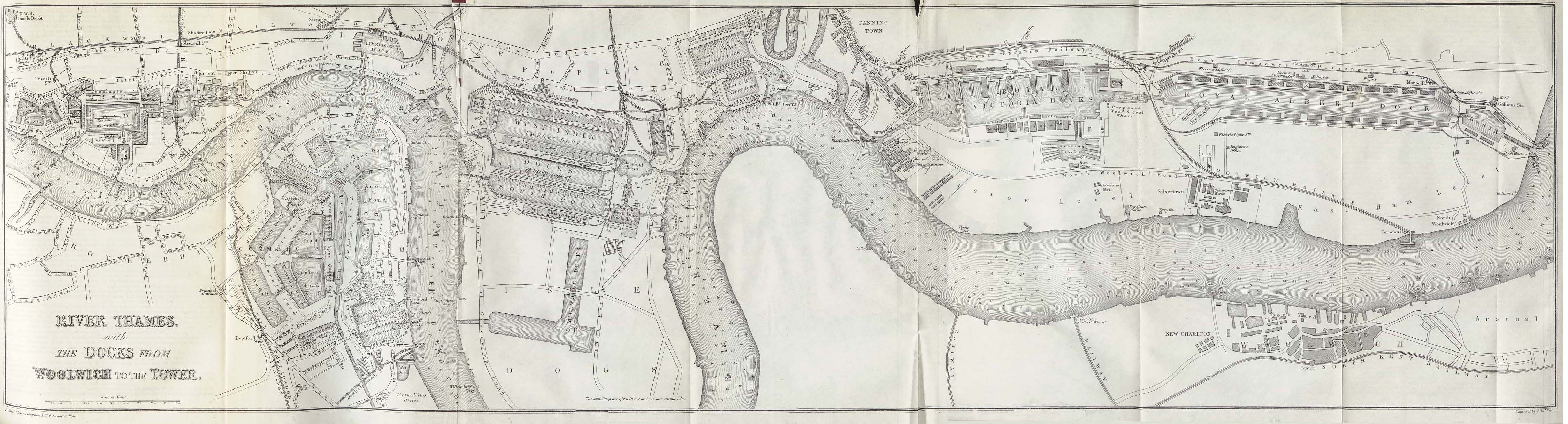
Havendokken in 1882

Londen en de Theems zijn al sinds de Romeinse tijd belangrijk voor het transport over water. De schepen meerden af langs de kade ten westen van London Bridge, het graven van speciale havenbassins afgesloten met sluizen is van veel latere datum. Aanvankelijk was er veel handel tussen Engeland en de landen om de Noordzee, maar in de 17e eeuw kwam ook de handel met Afrika en Azië op gang. Omstreeks het jaar 1700 ging 70% van de buitenlandse haven via Londen. Londen had een nationale sleutelpositie en was de spil in het transport van en naar andere havens in Groot-Brittannië.
De bevolking van Londen steeg explosief van zo’n 40.000 aan het begin van de 16e eeuw naar 600.000 inwoners rond 1700. Het was veruit de grootste stad in het land en had een enorme behoefte aan voedsel en brandstof. Londen was een grote afnemer van het steenkool dat in het noorden van het land werd gewonnen en dit werd met kustvaarders naar de stad vervoerd.   
Tot begin 19e eeuw bevond de haven van Londen zich relatief dicht bij het centrum van de stad, in een gebied dat de Pool of London werd genoemd, tussen London Bridge en Limehouse. Eind 18e eeuw meerden hier jaarlijks ruim 3500 schepen af en werden meer dan 620.000 ton goederen verladen.
Door de enorme toename van de goederenstromen was er en nijpend tekort aan capaciteit en liepen de wachttijden voor de schepen op. In 1760 vroeger de reders en handelaren al om een uitbreiding maar dit werd niet toegestaan. Dertig jaar later was de vervoersstroom verdubbeld en lagen de schepen rijen dik tegen de kade te wachten. Om de congestie tegen te gaan was een uitbreiding noodzakelijk.

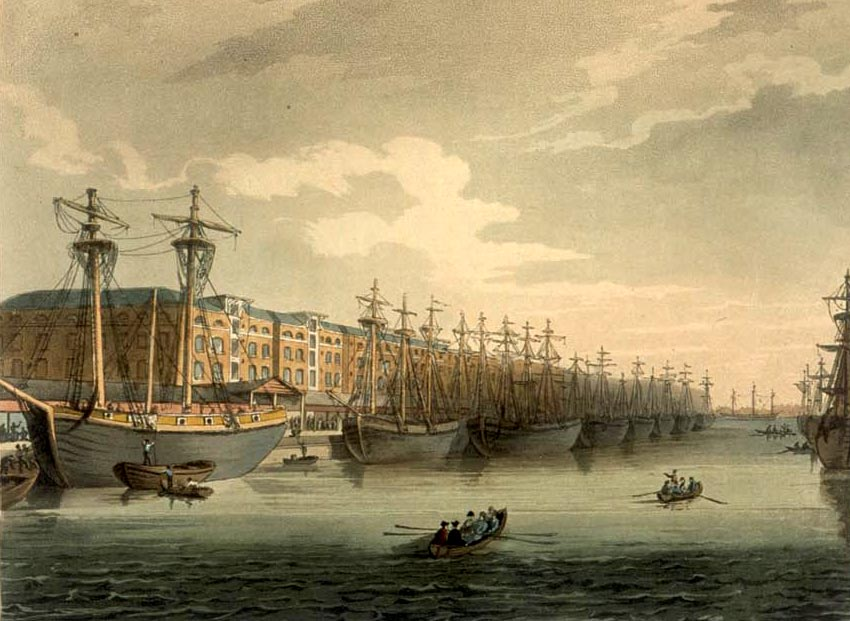
West India Dock (1810)

Door de West India Dock Act uit 1799 werd het mogelijk nieuwe dokken verder naar het oosten aan te leggen, in het gebied dat later bekend werd als de Docklands. De West India Dock lag ver ten westen van het stadscentrum en de grond was goedkoop. Twee grote bassins werden gegraven, een voor de invoer en een bassin voor de uitvoer, deze kwamen in 1801 en 1806 gereed. Dichter bij de stad werd ook de London Docks gegraven voor de overslag van rijst, wijn en sterke drank. Beide projecten waren financieel zeer succesvol. In 1824 werd St Katharine Docks gegraven, gelegen tussen de Tower of London en London Docks. Het lag dicht tegen het centrum en de grond was daarom duur. Het werden kleine bassins en met name geschikt voor luxe en dure artikelen. Alle dokken waren afgesloten van de rivier met sluizen en alleen op de rivier bleef het getij merkbaar. In 1835 kreeg de haven in totaal 3,7 miljoen ton aan goederen te verwerken, waarvan iets minder dan 1 miljoen ton via de speciaal gegraven havenbassins. De overige 2,7 miljoen ton werd direct aan de rivier overgeslagen in andere schepen of op de kade.
In 1855 volgde het Victoria Dock, Millwall Dock kwam gereed in 1868 en het Royal Albert Dock in 1880. Het spoorwegnet had een belangrijke ontwikkeling doorgemaakt en nam een steeds groter deel van het binnenlands vervoer voor zijn rekening. De schepen werden ook groter en hun diepgang nam toe. De East and West India Company besloot tegen het eind van de 19e eeuw verder naar de kust te verschuiven en opende de Tilbury Docks. De havens waren in handen van bedrijven met particulieren als aandeelhouders. Diverse ondernemingen waren reeds samengegaan maar in 1909 kwamen ze allemaal in handen van de Port of London Authority, die nog steeds de havenbeheerder is.

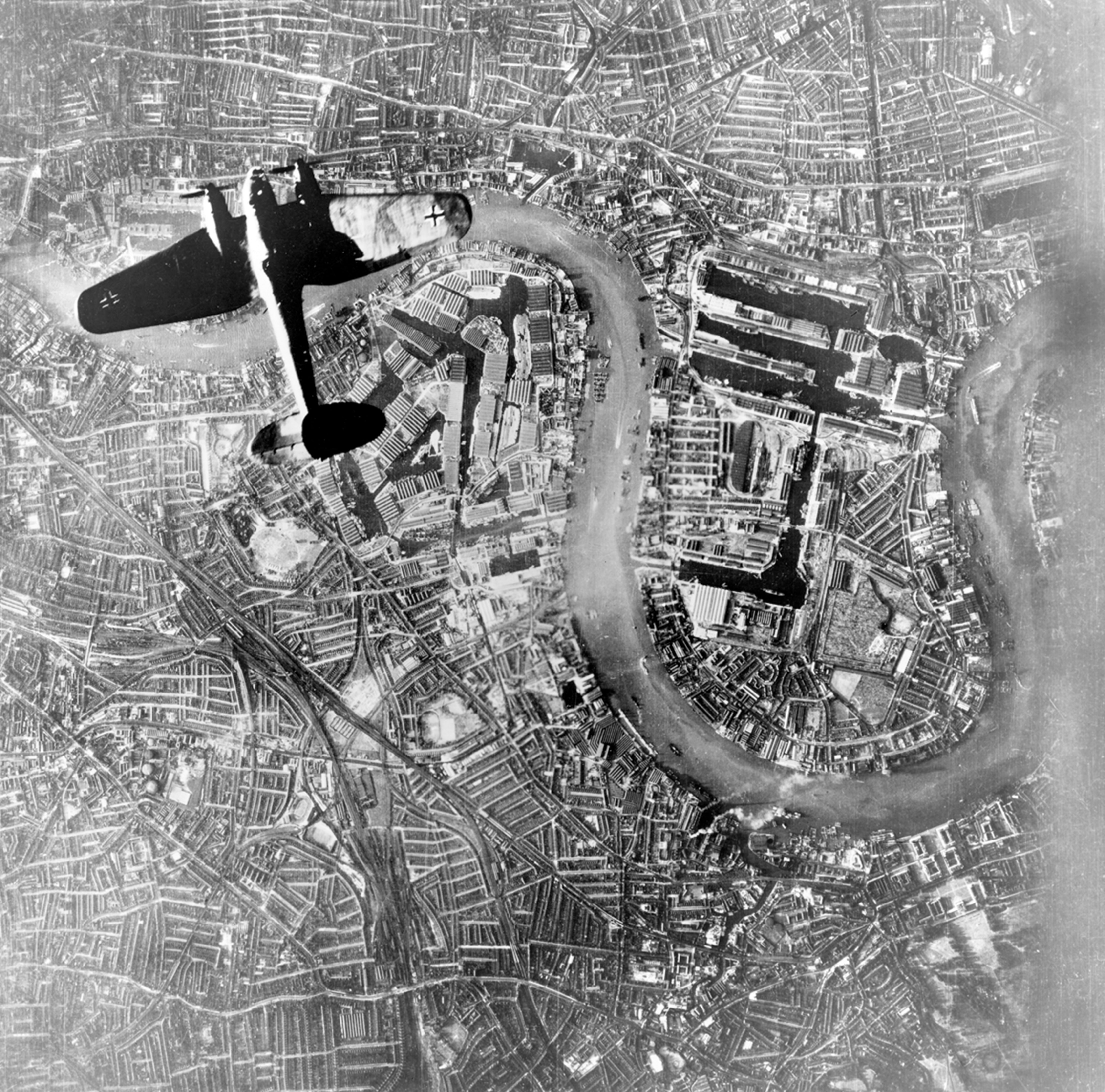
Heinkel He 111-bommenwerper boven Wapping. De Isle of Dogs, met de West India Dock en Millwall Dock, en de Theems zijn duidelijk te herkennen.

Tijdens de Tweede Wereldoorlog was de haven een belangrijke doelwit voor de Duitse Luftwaffe. Het land was voor een groter deel afhankelijk van buitenlandse aanvoer over zee dan Duitsland, en een kwart van alle importen kwamen binnen via de haven van Londen. Na de overwinning van Frankrijk beschikte de Luftwaffe over veel vliegvelden en Londen lag binnen het bereik van de bommenwerpers en jagers. Tijdens deze aanvallen ging een derde tot de helft van alle opslagcapaciteit in de haven verloren. Gedurende The Blitz (september 1940 – mei 1941) kwamen in totaal 30.000 mensen om het leven, waarvan ruim 15.000 in Londen en daarbinnen lag het zwaartepunt in de haven. In de monding van de Theems werden Maunsell-forten gebouwd met luchtafweergeschut om de Duitse bommenwerpers te hinderen bij het afwerpen van zeemijnen op de vaarroutes naar Londen. De haven heeft gedurende de hele oorlog gefunctioneerd, maar niet op het vooroorlogse niveau. 
Overblijfselen van 19e-eeuwse havenbassins en -gebouwen zijn nog her en der te vinden in Wapping, op het Isle of Dogs en in het gebied Royal Docks. Ondanks zeer zware oorlogsschade tijdens de Tweede Wereldoorlog, bleven de 19e-eeuwse dokken intensief in gebruik tot de jaren 1950, waarna de haven zich geleidelijk westwaarts verplaatste. Restanten van havenactiviteiten in de Docklands zijn nog te vinden nabij Silvertown en op het Greenwich Peninsula.
Door de verschuiving van de activiteiten naar het oosten ging veel werkgelegenheid verloren en kwamen de dokken en pakhuizen leeg te staan. Tussen 1965 en 1975 gingen zo'n 150.000 arbeidsplaatsen verloren in het traditionele havengebied, maar ook de technologische vooruitgang zoals de introductie van de container, speelde hierbij een rol. De London Docklands Development Corporation (LDCC) werd in 1981 speciaal opgericht om de oude havengebieden te transformeren naar moderne kantoor- en woonwijken. Het was verantwoordelijk voor de ontwikkeling van Canary Wharf, het Surrey Quays winkelcentrum, London City Airport, London ExCeL International Exhibition Centre en de Docklands Light Railway. In 1998 staakte de LDCC de activiteiten.